# Pseudolamproglena boxshalli
Pseudolamproglena boxshalli is een eenoogkreeftjessoort uit de familie van de Lernaeidae. De wetenschappelijke naam van de soort is voor het eerst geldig gepubliceerd in 2012 door Al-Naisri, Ho & Mhaisen.